# Radio Moscow (banda)
Radio Moscow es una banda estadounidense de rock psicodélico de Story City, Iowa. Formada en 2003, la banda cuenta actualmente con el cantante y guitarrista Parker Griggs, el bajista Anthony Meier y el baterista Paul Marrone. En su contrato con Alive Naturalsound Records, el trío ha lanzado cinco álbumes completos hasta junio de 2017.

## Historia

### Primeros años
Antes de la formación de la banda, Parker Griggs grababa bajo el alias de solista Garbage Composal. Después de completar el material de un álbum, Griggs reclutó a la bajista Serana Andersen para formar Radio Moscow, y el dúo se mudó a Colorado. Después de un espectáculo, Griggs puso una demostración en manos de The Black Keys cuyo líder Dan Auerbach, ayudó luego a que Radio Moscow firmara contrato con Alive Naturalsound Records. Durante este tiempo, Parker registró el contenido de 3 & 3 Quarters que finalmente fue lanzado en 2012 bajo Radio Moscow. El álbum es predominantemente garage rock, con todos los instrumentos manejados por Griggs.

### Radio Moscow
Al regresar a Iowa, Luke McDuff fue contratado como el nuevo bajista del grupo. Grabaron el álbum debut de la banda en 2006, con Auerbach a cargo de las tareas de producción, Radio Moscow fue lanzado en febrero de 2007. Poco después del lanzamiento del álbum, McDuff fue reemplazado por Zach Anderson.

### Brain Cycles&The Great Escape of Leslie Magnafuzz
Desde 2007, Radio Moscow ha realizado giras por muchas regiones del mundo, con varios bateristas en vivo como Keith Rich, Todd Stevens y Paul Marrone. El segundo álbum de la banda Brain Cycles fue lanzado en abril de 2009, esta vez autoproducido por la banda.
Radio Moscow lanzó más tarde su tercer álbum The Great Escape of Leslie Magnafuzz en octubre de 2011. Un álbum inédito titulado 3 & 3 Quarters, grabado en 2003 y solo con Griggs, fue lanzado en abril de 2012. Durante un concierto en apoyo del álbum, estalló una confrontación física en el escenario que involucró a Parker y al baterista, Berry, este último arrojó una guitarra a Parker que lo golpeó en la cabeza y creó una herida que luego requirió catorce puntos de sutura. Zach Anderson y Cory Berry inmediatamente dejaron la banda y pasaron a formar Blues Pills en Suecia.

### Magical Dirt
En su sitio web oficial, Radio Moscow anunció que planean lanzar su cuarto álbum de estudio en algún momento de 2013. El bajista Billy Ellsworth dejó la banda en julio y fue reemplazado por Anthony Meier. El 15 de julio de 2013, la banda anunció que estaban contentos con el progreso de su nuevo álbum y planeaban hacer una "prueba de carretera" en Europa. El 11 de diciembre de 2013 se anunció que la banda estaba lista para comenzar a grabar su último álbum ese mes. El álbum se completó el 22 de enero de 2014. El 11 de febrero, la banda anunció que su cuarto álbum se llamaría Magical Dirt. El álbum fue lanzado el 17 de junio de 2014.
Live! In California el primer álbum en vivo de la banda, fue lanzado en 2016. Fue grabado durante dos noches en The Satellite Club en Los Ángeles, compilado con material de sus álbumes de estudio, junto con una versión de Sainte Anthony's Fyre', Chance of Fate.

### New Beginnings
El 19 de enero de 2017, la banda anunció a través de las redes sociales que habían firmado con Century Media Records, y ese trabajo ya había comenzado en su quinto álbum de larga duración. Entraron al estudio en abril. Pronto anunciaron que su primer álbum con el nuevo sello discográfico,  New Beginnings , estaba planeado para lanzarse el 29 de septiembre y que iba a haber un apoyo "The Drifting Tour" en toda Europa, incluidos varios festivales, con invitados especiales Kaleidobolt. 
El arte del álbum, junto con el sencillo principal, New Beginning fue presentado el 18 de julio.
En 2018, la banda se embarcó en su primera gira por Australia.

## Estilo musical e influencia
Radio Moscow se compara estilísticamente con las bandas de blues rock de los sesenta y setenta, particularmente compañeros de tríos poderosos como Cream, The Jimi Hendrix Experience, Pretty Things, The Who y Blue Cheer. En la revisión del álbum homónimo de la banda para el sitio web de música AllMusic, Greg Prato describió el sonido del grupo como "un retroceso al classic rock de los setenta", comparando ciertas canciones con artistas como Ram Jam, The Allman Brothers Band y The Jeff Beck Group. Tras el lanzamiento de "Brain Cycles", Radio Moscú también se ha citado como un ejemplo del género stoner rock.

## Miembros de la banda
Miembros actuales
- Parker Griggs – vocalista, guitarrista, baterista, percusionista (2003–presente)
- Anthony Meier – bajista (2013–presente)
- Paul Marrone – baterista (2010, 2012–presente)

Exmiembros
- Serana Rose – bajista (2003–2006)
- Luke McDuff – bajista (2006–2007)
- Zach Anderson – bajista (2007–2012)
- Billy Ellsworth – bajista (2012–2013)
- Cory Berry – baterista en vivo (2007, 2009–2010, 2010–2012)
- Keith Rich – baterista en vivo (2007–2008)
- Todd Stevens – baterista en vivo (2007–2008)
- Lonnie Blanton – baterista en vivo (2012)

## Discografía

### Álbumes de estudio
- Radio Moscow (2007)
- Brain Cycles (2009)
- The Great Escape of Leslie Magnafuzz (2011)
- Magical Dirt (2014)
- New Beginnings (2017)

### Álbumes en vivo
- Live! In California (2016)

### EPs
- Rancho Tehama EP (2013)

### Álbumes de compilación
- 3 & 3 Quarters (2012) - una colección de demos grabados en 2003 por el líder de la banda, Parker Griggs, antes de la formación de la banda